# ザ・ミュージックショウ
『ザ・ミュージックショウ』（THE MUSIC SHOW）は2011年1月2日に日本テレビ（23:30 - 24:26・JST）で放送されたテレビドラマ。視聴率5.1%。

## 番組概要
『ザ・クイズショウ』の舞台だった銀河テレビで放送される新人歌手オーディション番組『ザ・ミュージックショウ』での2人の新人歌手の対決と、番組MC望月・ディレクター日向の苦悩を描いたドラマ。
視聴者により実際に地デジボタン・ワンセグボタンでドラマ途中にリアルタイムで中間投票が行なわれ、ドラマ終盤の最終投票の結果によって異なる結末が放送されるというマルチエンディング方式。ドラマ内では勝者の歌う楽曲しか発表されないが、終了後に携帯サイトやレコチョク、着うたフルなどで両方の挑戦者が歌った楽曲がどちらも配信された。また、テレビドガッチでは未放映となったエンディングシーンの動画が配信された。

## 登場人物
望月 - 沢村一樹
『ザ・ミュージックショウ』MC。過去から抱えた秘密のため、「メロディー」を求めて番組の舞台に立ち続ける。
日向 - 安田顕
『ザ・ミュージックショウ』ディレクター。過去からのある秘密を巡って、MC望月に番組に出演させている。
山崎薫 - 桐谷美玲
挑戦者。娘である自分を親戚に預けて行方をくらました実父（小林隆）を想い、「やきとり」を歌う。
遠山景子 - 戸田恵子
挑戦者。亡夫の借金を背負って弁当屋を経営している。娘（松平千里）への愛を想い、「人生はお弁当」を歌う。

レイカ - 片瀬那奈
審査員。元ミュージシャン。気性が荒い。音楽事務所とうまくいっていない様子。
轟健三 - 風間トオル
審査員。ロック雑誌『TODOROCK』主宰。挑戦者の過去の人生から内面をえぐる。
村瀬龍 - 光石研
審査員。ヒット曲『素晴らしき世界』を歌った弟の村瀬龍一郎（山本耕史）を世に出した音楽プロデューサー。

案内人 - 堀部圭亮
挑戦者へ『ザ・ミュージックショウ』への招待状を手渡す。

## スタッフ
- 企画・原案 - 森谷雄（アットムービー）
- 脚本・演出 - 及川拓郎
- チーフプロデューサー - 田中芳樹
- プロデューサー - 戸田一也、森谷雄（アットムービー）、高橋雄三（アットムービー）
- 楽曲プロデュース - 玉井健二＆agehasprings
- 音楽 - NARASAKI
- 音楽制作協力 - ソニーミュージック
- 制作協力 - アットムービー
- 製作著作 - 日本テレビ